# Radostín nad Oslavou
Pour les articles homonymes, voir Radostín.
Radostín nad Oslavou (en allemand : Radostin an der Oslawa) est une commune du district de Žďár nad Sázavou, dans la région de Vysočina, en République tchèque. Sa population s'élevait à 931 habitants en 2020.

## Géographie
Radostín nad Oslavou est arrosée par la rivière Oslava et se trouve à 11,5 km au sud de Žďár nad Sázavou, à 27,5 km à l'est-nord-est de Jihlava et à 150 km au sud-est de Prague.
La commune est limitée par Kotlasy et Ostrov nad Oslavou au nord, par la rivière Oslava et les communes de Kněževes et Krásněves à l'est, par Bory au sud-est, par Netín et Zadní Zhořec au sud, et par Pavlov et Znětínek à l'ouest.

## Histoire
La première mention écrite de la localité date de 1390.

## Administration
La commune se compose de deux quartiers :
- Radostín nad Oslavou
- Zahradiště

## Transports
Par la route, Radostín nad Oslavou se trouve à 13,5 km de Žďár nad Sázavou, à 34 km de Jihlava et à 157 km de Prague.